# John Landen

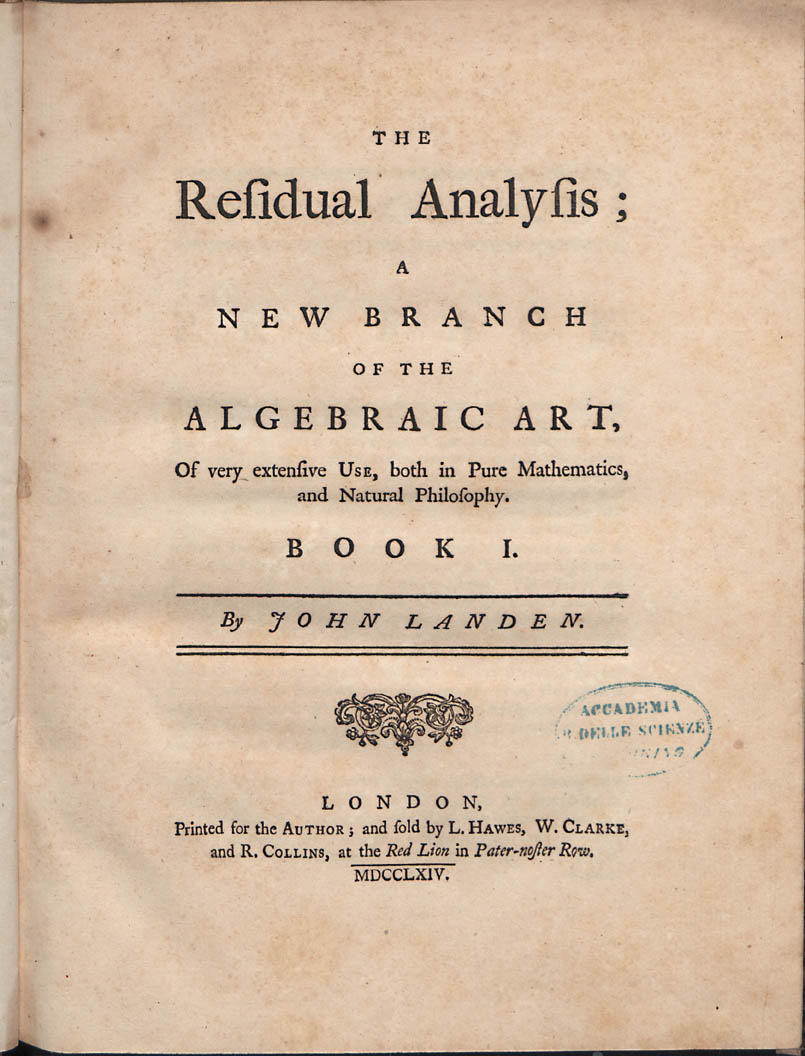
The residual analysis, 1764

  John Landen    (Peakirk, 23 de gener de 1719 (Julià) - Milton, 15 de gener de 1790) fou un matemàtic aficionat anglès del segle xviii, conegut per haver establert la transformació de Landen.

## Vida i obra
Landen era fill de Mathhew Landen i Elizabeth Cole i va rebre la formació tècnica per a fer d'agrimensor, professió que va exercir a Peterborough des de 1740 fins a 1762. A partir d'aquesta data va ser agent immobiliari de William Wentworth, comte Fitzwilliam, fins al 1788, en què es va retirar.
Al marge de la seva activitat professional, Landen dedicava el seu temps lliure a l'estudi de les matemàtiques i va mantenir correspondència amb el seu amic i professor Thomas Simpson.
El 1755 va publicar un breu llibre titulat Mathematical Lucubrations en el que va estudiar la hipèrbola i l'el·lipse, que ja havien estat estudiades algebraicament per Giulio Carlo Fagnano, des d'un punt de vista analític.
En dos articles de 1771 i 1775 als Philosophical Transactions va desenvolupar el que avui es coneix com a transformació de Landen que s'expressa com una igualtat de dos integrals en la teoria de les funcions el·líptiques.
El 1780 i el 1790 (pòstum) també va publicar els dos volums de les seves Mathematical Memoirs.
El 1766 va ser escollit fellow de la Royal Society.